# Дедушкін (селище)
Дедушкін (рос. Дедушкин) — селище у Харабалінському районі Астраханської області Російської Федерації.
Населення становить 23 особи (2010). Входить до складу муніципального утворення місто Харабалі.

## Історія
Населений пункт розташований на території українського етнічного та культурного краю Жовтий Клин. Від 1925 року належить до Харабалінського району.
Згідно із законом від 6 серпня 2004 року органом місцевого самоврядування є місто Харабалі.

## Населення
| 2002 | 2010 |
| ---- | ---- |
| 39   | ↘23  |